# コゼンツァ県

コゼンツァ県
Provincia di Cosenza

コゼンツァ県（コゼンツァけん、イタリア語: Provincia di Cosenza）は、イタリア共和国カラブリア州に属する県の一つ。県都はコゼンツァ。
州に属する5つの県の中で最も大きな面積（約6700km2）と人口（約71万人）を有する。

## 地理

### 位置・広がり
カラブリア州北部に位置する県で、県都コゼンツァは州都カタンザーロから北北西へ約51km、クロトーネから西北西へ約79km、レッジョ・カラブリアから北北東へ約142km、バーリから南南西へ約209km、ナポリから南東へ約242kmの距離にある。県の面積は約6700km2で、イタリア全国で5番目に広い県である。カラブリア州に属する5つの県の中では最も広く、県域は州面積の約45%を占めている。西はティレニア海、東はイオニア海のターラント湾に面する。

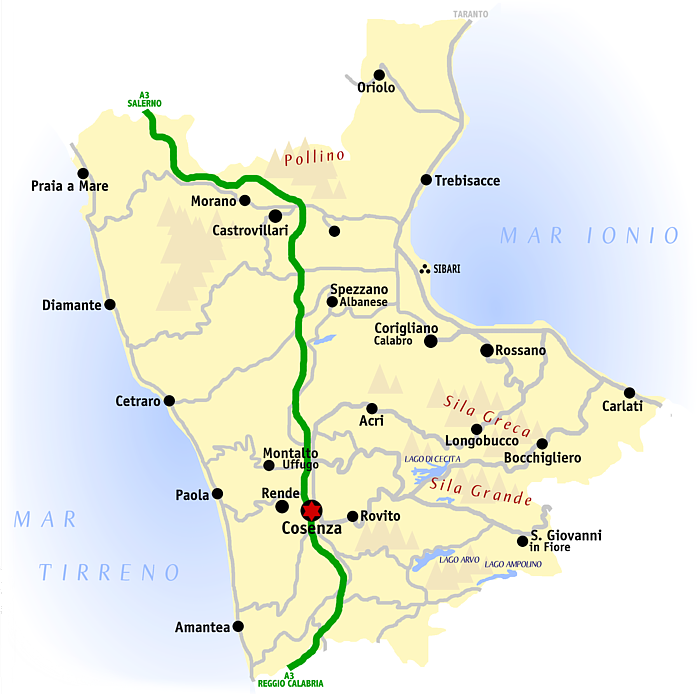
コゼンツァ県概略図

隣接する県は以下の通り。
- ポテンツァ県 （バジリカータ州） - 北
- マテーラ県 （バジリカータ州） - 北東
- クロトーネ県 - 南東
- カタンザーロ県 - 南

### 主要な都市
2001年の国勢調査に基づく居住地区（Località abitata）別人口統計によれば、人口1万人以上の都市は以下の通り。（　）内は所属コムーネ（自治体）名を示すが、都市名と同一の場合は省いた。
- コゼンツァ - 67,088人
- QUATTROMIGLIA （レンデ） - 25,071人
- ROSSANO STAZIONE （ロッサーノ） - 22,897人
- カストロヴィッラリ - 20,481人
- サン・ジョヴァンニ・イン・フィオーレ - 18,021人
- パオラ - 13,658人
- CORIGLIANO SCALO （コリリアーノ・カーラブロ） - 13,224人
- カッサーノ・アッロ・イオーニオ - 11,974人
- アクリ - 10,933人

- コゼンツァ
- カストロヴィッラリ
- サン・ジョヴァンニ・イン・フィオーレ

## 社会

### 少数民族
コゼンツァ県には、オック語を話す自治体グアルディア・ピエモンテーゼがある。それらは、宗教上の迫害から逃れるために13世紀～14世紀に移住してきたヴァルド派である。
また、15世紀～16世紀にイタリアに成立した、かなり多数のアルバニア系の共同体もある。

## 行政区画

### コムーネ
コゼンツァ県には150のコムーネが属する。主要なコムーネ（人口1万5000人以上）は下表の通り。左端の数字はISTATコードを示す。人口は2014年1月1日現在。
| コード | 自治体名                             | 人口   |
| ------ | ------------------------------------ | ------ |
| 078175 | コリリアーノ＝ロッサーノ             | 77,076 |
| 078045 | コゼンツァ                           | 67,239 |
| 078102 | レンデ                               | 35,727 |
| 078033 | カストロヴィッラリ                   | 22,037 |
| 078003 | アクリ                               | 20,442 |
| 078081 | モンタルト・ウッフーゴ               | 20,213 |
| 078029 | カッサーノ・アッロ・イオーニオ       | 18,270 |
| 078119 | サン・ジョヴァンニ・イン・フィオーレ | 17,059 |
| 078091 | パオラ                               | 15,716 |

21世紀に入って以降、以下のコムーネ統廃合 (it:Fusione di comuni italiani) が行われている。
2017年発足
- カザーリ・デル・マンコ（カーゾレ・ブルーツィオ、ペダーチェ、セッラ・ペダーチェ、スペッツァーノ・ピッコロ、トレンタが合併）

2018年発足
- コリリアーノ＝ロッサーノ（コリリアーノ・カーラブロ、ロッサーノが合併）

## 人物

### 著名な出身者
- ジョアッキーノ・グレコ - 17世紀のチェス選手。チェーリコ生まれ。
- ミケーレ・ビアンキ（英語版） - 20世紀の政治家。「ファシスト四天王」の一人。ベルモンテ・カーラブロ生まれ。
- フランク・コステロ - 20世紀の米国のギャングのボス。カッサーノ・アッロ・イオーニオ生まれ。
- トニー・パリシ - プロレスラー。コゼンツァ生まれ。
- マルク・ユリアーノ - サッカー選手。コゼンツァ生まれ。
- シモーネ・ロサルバ - バレーボール選手。パオラ生まれ。
- ステファノ・フィオーレ - サッカー選手。コゼンツァ生まれ。
- ジェンナーロ・ガットゥーゾ - サッカー選手・指導者。コリリアーノ・カーラブロ生まれ。
- アレッサンドロ・ロジーナ - サッカー選手。ベルヴェデーレ・マリッティモ生まれ。